# Lyttonyx
Lyttonyx is een geslacht van kevers uit de familie oliekevers (Meloidae).
Het geslacht is voor het eerst wetenschappelijk beschreven in 1876 door Marseul.

## Soorten
Het geslacht omvat de volgende soort:
- Lyttonyx bicolor (Walker, 1871)